# Line Hansen
Line Hansen (* 7. Mai 1983 in Odense) ist eine ehemalige dänische Squashspielerin.

## Karriere
Line Hansen begann ihre professionelle Karriere in der Saison 2001 und gewann 14 Titel auf der PSA World Tour. Ihre höchste Platzierung in der Weltrangliste erreichte sie mit Position 18 im Oktober 2013. Sie wurde 13 Mal dänische Landesmeisterin und war Teil der dänischen Nationalmannschaft. 2014 wurde sie Vizeeuropameisterin, nachdem sie gegen Camille Serme im Finale mit 6:11, 5:11, 4:11 unterlag. Auch 2015 erreichte sie das Endspiel und scheiterte in diesem ein weiteres Mal an Camille Serme.
Ab 2010 war Line Hansen mit dem australischen Squashspieler Cameron Pilley liiert, den sie 2015 in Las Vegas heiratete. Das Paar hat zwei Kinder (* 2017, * 2019).

## Erfolge
- Vizeeuropameisterin: 2014, 2015
- Vizeeuropameisterin mit der Mannschaft: 2001
- Gewonnene PSA-Titel: 14
- Dänische Landesmeisterin: 13 Titel (2006–2017, 2019)